# ميخائيل غيبونز
ميخائيل غيبونز (23 سبتمبر 1978 - ) هو ملاكم أمريكي.